# Stramentopappus
Stramentopappus es un género monotípico de plantas fanerógamas perteneciente a la familia de las asteráceas. Su única especie: Stramentopappus pooleae, es originaria de México donde se encuentra en el Estado de Oaxaca.

## Taxonomía
Huberopappus maigualidae fue descrita por (B.L.Turner) H.Rob. & V.A.Funk y publicado en Botanische Jahrbücher für Systematik, Pflanzengeschichte und Pflanzengeographie 108(2–3): 227. 1987.
Sinonimia
- Vernonia pooleae B.L.Turner basónimo